# Médaille Salvador-Toscano
 (janvier 2021).
La médaille Salvador-Toscano ((es) : Medalla Salvador Toscano) est une récompense cinématographique, décernée annuellement entre 1983 et 2010 par la Cineteca Nacional de Mexico et la Fondation Toscano au Mexique, aux méritants, contribuant selon le jury à l'histoire et au progrès du cinéma mexicain. 
Elle doit son nom à Salvador Toscano, considéré comme pionnier du cinéma mexicain.

## Historique des récompenses
- 1983 : les frères Rodríguez Ruelas
- 1984 : Manuel Esperón
- 1985 : Juan Bustillo Oro
- 1986 : Roberto Gavaldón
- 1987 : Carlos Savage
- 1988 : Gonzalo Gavira
- 1989 : Juan José Ortega
- 1990 : Manuel Barbachano Ponce
- 1991 : Alejandro Galindo
- 1992 : Luis Alcoriza
- 1993 : Gloria Schoemann
- 1994 : Gunther Gerzso
- 1995 : Guadalupe Marino
- 1996 : Emilio García Riera
- 1997 : Gregorio Walerstein
- 1998 : Tomás Pérez Turrent
- 1999 : Rosalío Solano
- 2000 : Fernando Martínez Álvarez
- 2001 : Miguel Zacarías Nogaim
- 2002 : Ismael Rodríguez
- 2003 : Alfredo Ripstein
- 2004 : Manuel González Casanova
- 2005 : Alex Phillips Jr.
- 2006 : Felipe Cazals
- 2007 :  Vicente Leñero
- 2008 :  Joaquín Gutiérrez Heras
- 2009 : Alexis Grivas
- 2010 : Jorge Blanco Ayala
- 2011 :  Ignacio López Tarsus
- 2012 : Jaime Humberto Hermosillo
- 2013 : Paz Alicia Garciadiego Ojeda
- 2014 : Sergio Olhovich
- 2015 : Alfonso Arau
- 2016 :  Arturo de la Rosa